# Fantasia: Music Evolved
Fantasia: Music Evolved é um jogo eletrônico musical controlado por movimentos lançado em 21 de outubro de 2014, desenvolvido pela Harmonix para as plataformas Xbox 360 e Xbox One com Kinect. Ele foi inspirado no filme animação de 1940 da Walt Disney chamada Fantasia e em sua seqûencia de 1999, Fantasia 2000.

## Jogabilidade
Fantasia: Music Evolved foi desenvolvido com ênfase no controle da musica através de movimentos; os jogadores recebem pontos em função de sua precisão em acompanhar movimentos de regência de cada música e de sua habilidade em modificá-la com os efeitos de transição liberados conforme se avança no jogo.
Na história do game, uma poderosa força do mal, o Ruído, está abafando toda a música dos Reinos e, como aprendiz de feiticeiro, a missão do jogador é adentar a cada um destes reinos e, com a mágica liberada através da música, afastar o ruído.
A exploração dos Reinos também é incentivada através de mixagens e efeitos musicais escondidos em elementos do cenário que, uma vez descobertas, passam a compor as músicas de fundo de cada reino.

## Músicas
Mais de 30 canções fazem parte do jogo original e todas (exceto uma) contém 3 versões de mixagem classificadas por cores (Azul, Rosa e Verde), com uma possível quarta versão disponível nos pacotes de expansão de mixagens.
| Título                                                    | Artista                       | Realm                            | Pink mix                        | Green mix                      | DLC mix               |
| --------------------------------------------------------- | ----------------------------- | -------------------------------- | ------------------------------- | ------------------------------ | --------------------- |
| "Applause"                                                | Lady Gaga                     | Bonus Songs/Tutorial/The Hollow  | HXV                             | Veldt                          | Arena                 |
| "Blue Monday"                                             | New Order                     | The Plant                        | Orchestral                      | Whalley's Strange              | HXV                   |
| "Bohemian Rhapsody"                                       | Queen                         | The Nation                       | Classical Arrangement           | Metal                          | Fort Knox Five        |
| " Eine kleine Nachtmusik (Allegro)"                       | Wolfgang Amadeus Mozart       | The Shoal                        | Nassau                          | Chords                         |                       |
| "Enjoy the Silence"                                       | Depeche Mode                  | The Shadows                      | Speed of Dark                   | Chris Micali                   |                       |
| "Feel Good Inc."                                          | Gorillaz                      | The Plant                        | Melancholy Town                 | Case & Point                   | Danny Saber           |
| "Fire"                                                    | The Jimi Hendrix Experience   | Bonus Songs/The Nation           | Eddie Kramer Electronica/Analog | Eddie Kramer Orchestral        |                       |
| "Forget You"                                              | Cee Lo Green                  | The Neighborhood                 | '80s Rewind                     | WatchTheDuck                   | Fi-Ya House           |
| "The Four Seasons: Winter, 1st Movement"                  | Antonio Vivaldi               | The Haven                        | Alt Rock                        | Steve Porter                   |                       |
| "Galang"                                                  | M.I.A.                        | The Neighborhood                 | Saffron Harem                   | Inter:sect Spoon Party         | Daizy D00K H00TENANNY |
| "Get Ur Freak On"                                         | Missy Elliot                  | The Plant                        | Luke Boggia                     | Death Of The Cool              | ASMS                  |
| "Hungarian Rhapsody No. 2"                                | Franz Liszt                   | The Press                        | Hungarian On The Plain          | Telecaster                     |                       |
| "In Your Eyes"                                            | Peter Gabriel                 | The Capsule                      | '79 Mixtape                     | Pardo Bros                     | Fort Knox Five        |
| "Levels"                                                  | Avicii                        | The Cosmos                       | Inter:sect 6581                 | De7il's                        | 0H S0METIMES          |
| "Locked Out of Heaven"                                    | Bruno Mars                    | The Cosmos                       | First Impossible                | Ska                            | Fort Knox Five        |
| "Main Theme"                                              | Inon Zur                      | The Cliff                        | Closer To Inon                  | Four Way Stop                  |                       |
| "Message in a Bottle"                                     | The Police                    | The Shoal                        | Sending Out A CQD               | Audrio                         | Metal In A Bottle     |
| "Night on Bald Mountain"                                  | Modest Mussorgsky             | The Hollow                       | Hamilton                        | Neon Sabbath                   |                       |
| "The Nutcracker Suite, Op 71a"                            | Pyotr Ilyich Tchaikovsky      | The Shadows                      | D00 BAH D00                     | DC Breaks                      |                       |
| "Radioactive"                                             | Imagine Dragons               | Bonus Songs/The Press            | Spirit Kid                      | Jake Staley                    |                       |
| "The Real Me"                                             | The Who                       | The Neighborhood                 | Orchestral                      | Big Vision Of Little St. James | James Landino         |
| "Rocket Man (I Think It's Going to Be a Long, Long Time)" | Elton John                    | The Capsule                      | '80s and Rainy                  | Dubspot Labs                   | Interstellar Man      |
| "Royals"                                                  | Lorde                         | The Cliff                        | Hifalutin                       | HXV                            | 0I 0I 0I              |
| "Scout's Song"                                            | Inon Zur ft. Lindsey Stirling | The Cliff                        |                                 |                                |                       |
| "Settle Down"                                             | Kimbra                        | The Haven                        | Spartacus                       | Golden Ratio                   |                       |
| "Seven Nation Army"                                       | The White Stripes             | The Hollow                       | Micali X Bartlett               | Steve Porter                   | Danny Saber           |
| "Some Nights"                                             | Fun.                          | The Haven                        | Ashtar Command Parallel         | W@RBL3S                        | Mind Vortex           |
| "Super Bass"                                              | Nicki Minaj                   | The Cosmos                       | Soca                            | Jake Staley                    | She Always Fly        |
| "Symphony No. 9: From the New World, 4th Movement"        | Antonín Dvořák                | The Nation                       | 1-1                             | Remix For Big Band             |                       |
| "Take Care"                                               | Drake ft. Rihanna             | The Shadows                      | Steve Porter                    | Pentatonix Vocal               | Erik Jourgensen       |
| "Toccata and Fugue in D minor, BWV 565"                   | Johann Sebastian Bach         | Bonus Songs/Tutorial/The Capsule | Organ                           | Synth                          |                       |
| "Yoshimi Battles the Pink Robots, Pt. 1"                  | The Flaming Lips              | The Press                        | Mumbai                          | Grimecraft                     |                       |
| "Ziggy Stardust"                                          | David Bowie                   | Bonus Songs/The Shoal            | Orchestral                      | Ashtar Command Parallel        |                       |

## Conteúdo disponível para Download
Além das músicas disponíveis originalmente no disco, os jogadores também podem baixar/comprar 18 cançoes adicionais e 3 pacotes com conjuntos de mixagens.
| Song title                                                  | Artist                     | Realm            | Pink mix            | Green mix                   | Release date |
| ----------------------------------------------------------- | -------------------------- | ---------------- | ------------------- | --------------------------- | ------------ |
| "Paradise"                                                  | Coldplay                   | The Hollow       | Erik Jourgensen     | 0NEPAIR                     | 11/11/14     |
| "Spoonman"                                                  | Soundgarden                | The Press        | Black Wave Paranoia | Danny Saber                 | 11/11/14     |
| "Try It Out"                                                | Skrillex and Alvin Risk    | The Plant        |                     |                             | 11/11/14     |
| "Burn"                                                      | Ellie Goulding             | The Nation       | Tree Adams          | Philharmonix                | 11/24/14     |
| "Just Like Heaven"                                          | The Cure                   | The Shoal        | First Impossible    | Fort Knox Five              | 11/24/14     |
| "Lucky Strike"                                              | Maroon 5                   | The Hollow       | Dubspot Labs        | Lindseystomp                | 11/24/14     |
| "Burning Down the House"                                    | Talking Heads              | The Neighborhood | Nola '74            | Boomtwins 'Nought But Ashes | 12/9/14      |
| "DONE."                                                     | The Band Perry             | The Shoal        | Tree Adams          | Sonic ATS                   | 12/9/14      |
| "Stay the Night"                                            | Zedd ft. Hayley Williams   | The Capsule      | Brain & Melissa     | Death Of The Cool           | 12/9/14      |
| "Counting Stars"                                            | OneRepublic                | The Cosmos       | Tree Adams          | Stars Hoe Down              | 12/23/14     |
| "The Edge of Glory"                                         | Lady Gaga                  | The Nation       | Inter:sect          | Kirv                        | 12/23/14     |
| "Let It Go"                                                 | Demi Lovato                | The Haven        | Cole Plante         | L                           | 12/23/14     |
| "It's the End of the World as We Know It (And I Feel Fine)" | R.E.M.                     | The Neighborhood | XPUNK               | MTM                         | 1/6/15       |
| "Lay Me Down"                                               | Avicii                     | The Plant        | L@y M3 D%wn         | WatchTheDuck                | 1/6/15       |
| "You Make Me"                                               | Avicii                     | The Press        | Bayreuth            | Mystery Skulls              | 1/6/15       |
| "As Long as You Love Me"                                    | Justin Bieber ft. Big Sean | The Cosmos       | Glitchtronic        | Cole Plante                 | 1/20/15      |
| "Closer"                                                    | Ne-Yo                      | The Shadows      | WatchTheDuck        | Mall Goth                   | 1/20/15      |
| "I Cry"                                                     | Flo Rida                   | The Shadows      | Dubspot Labs        | Death Of The Cool           | 1/20/15      |

1. 1 2 3  Song is also available through a special promotion.

### Pacotes de expansão de mixagens
O pacote adicional com mixagens estão disponíveis tanto para a versão física quanto digital do game. Estes pacotes não contém novas canções, apenas efeitos adicionais de mixagem para as canções já disponíveis no jogo.

#### Dance Expansion Pack
- "Get Ur Freak On" - Missy Elliott
- "In Your Eyes" - Peter Gabriel
- "Rocket Man (I Think It's Going to Be a Long, Long Time)" - Elton John
- "Some Nights" - Fun
- "Take Care" - Drake (feat. Rhianna)
- "The Real Me" - The Who

#### Pop Expansion Pack
- "Blue Monday" - New Order
- "Bohemian Rhapsody" - Queen
- "Forget You" - Cee Lo Green
- "Levels" - AVICII
- "Seven Nation Army" - The White Stripes
- "Super Bass" - Nicki Minaj

#### Rock Expansion Pack
- "Applause" - Lady Gaga
- "Feel Good Inc." - Gorillaz
- "Galang" - M.I.A.
- "Locked Out of Heaven" - Bruno Mars
- "Message in a Bottle" - The Police
- "Royals" - Lorde